# Istigobius rigilius
Istigobius rigilius es una especie de peces de la familia de los Gobiidae en el orden de los Perciformes.

## Morfología
Los machos pueden llegar a alcanzar los 10 cm de longitud total.

## Distribución geográfica
Se encuentra desde las Filipinas e Indonesia hasta Kiribati, Fiyi, al este del Índico, la Gran Barrera de Coral  y las Islas Ryukyu.

## Observaciones
Es inofensivo para los humanos.